# Utricularia raynalii
Utricularia raynalii är en tätörtsväxtart som beskrevs av Peter Geoffrey Taylor. Utricularia raynalii ingår i släktet bläddror, och familjen tätörtsväxter. Inga underarter finns listade i Catalogue of Life.